# 이집트기러기
이집트기러기(학명: Alopochen aegyptiaca)는 기러기목 오리과 이집트기러기속에 속하는 중형 물새의 일종으로, 이집트기러기속에 속한 종 가운데 유일하게 현재까지 존속하고 있는 종이다. 이집트 및 사하라 사막 이남의 아프리카 대륙에 널리 서식한다.